# Стрмово (Лајковац)
Стрмово је насеље у Србији у општини Лајковац у Колубарском округу. Према попису из 2022. било је 260 становника.

## Демографија
У насељу Стрмово живи 297 пунолетних становника, а просечна старост становништва износи 43,4 година (43,0 код мушкараца и 43,9 код жена). У насељу има 105 домаћинстава, а просечан број чланова по домаћинству је 3,41.
Ово насеље је у потпуности насељено Србима (према попису из 2002. године), а у последња три пописа, примећен је пад у броју становника.
|  |

| Демографија | Демографија | Демографија |
| Година      | Становника  | Становника  |
| ----------- | ----------- | ----------- |
| 1948.       | 615         |             |
| 1953.       | 623         |             |
| 1961.       | 569         |             |
| 1971.       | 519         |             |
| 1981.       | 475         |             |
| 1991.       | 386         | 361         |
| 2002.       | 358         | 370         |

| Етнички састав према попису из 2002.‍ | Етнички састав према попису из 2002.‍ | Етнички састав према попису из 2002.‍ | Етнички састав према попису из 2002.‍ | Етнички састав према попису из 2002.‍ |
| ------------------------------------ | ------------------------------------ | ------------------------------------ | ------------------------------------ | ------------------------------------ |
|                                      |                                      |                                      |                                      |                                      |
| Срби                                 | Срби                                 |                                      | 358                                  | 100,0%                               |
| непознато                            | непознато                            |                                      | 0                                    | 0,0%                                 |

| Година пописа     | 1948. | 1953. | 1961. | 1971. | 1981. | 1991. | 2002. |
| ----------------- | ----- | ----- | ----- | ----- | ----- | ----- | ----- |
| Број домаћинстава | 109   | 115   | 116   | 118   | 116   | 108   | 105   |

| Број чланова      | 1  | 2  | 3  | 4 | 5  | 6  | 7 | 8 | 9 | 10 и више | Просек |
| ----------------- | -- | -- | -- | - | -- | -- | - | - | - | --------- | ------ |
| Број домаћинстава | 20 | 24 | 19 | 8 | 16 | 10 | 5 | 2 | 0 | 1         | 3,41   |

| Пол    | Укупно | Неожењен/Неудата | Ожењен/Удата | Удовац/Удовица | Разведен/Разведена | Непознато |
| ------ | ------ | ---------------- | ------------ | -------------- | ------------------ | --------- |
| Мушки  | 150    | 43               | 90           | 15             | 2                  | 0         |
| Женски | 153    | 18               | 95           | 38             | 2                  | 0         |
| УКУПНО | 303    | 61               | 185          | 53             | 4                  | 0         |

| Пол    | Укупно                    | Пољопривреда, лов и шумарство | Рибарство                            | Вађење руде и камена | Прерађивачка индустрија       |
| ------ | ------------------------- | ----------------------------- | ------------------------------------ | -------------------- | ----------------------------- |
| Мушки  | 85                        | 26                            | 0                                    | 19                   | 17                            |
| Женски | 40                        | 16                            | 0                                    | 3                    | 10                            |
| УКУПНО | 125                       | 42                            | 0                                    | 22                   | 27                            |
| Пол    | Производња и снабдевање   | Грађевинарство                | Трговина                             | Хотели и ресторани   | Саобраћај, складиштење и везе |
| Мушки  | 2                         | 6                             | 1                                    | 0                    | 10                            |
| Женски | 0                         | 1                             | 2                                    | 0                    | 1                             |
| УКУПНО | 2                         | 7                             | 3                                    | 0                    | 11                            |
| Пол    | Финансијско посредовање   | Некретнине                    | Државна управа и одбрана             | Образовање           | Здравствени и социјални рад   |
| Мушки  | 0                         | 0                             | 3                                    | 0                    | 0                             |
| Женски | 0                         | 2                             | 1                                    | 1                    | 2                             |
| УКУПНО | 0                         | 2                             | 4                                    | 1                    | 2                             |
| Пол    | Остале услужне активности | Приватна домаћинства          | Екстериторијалне организације и тела | Непознато            | Непознато                     |
| Мушки  | 1                         | 0                             | 0                                    | 0                    | 0                             |
| Женски | 1                         | 0                             | 0                                    | 0                    | 0                             |
| УКУПНО | 2                         | 0                             | 0                                    | 0                    | 0                             |